# Heinz Simkowski
Heinz Simkowski (* 13. März 1931 in Stettin; † 2. Juli 2008 in Satrup) war ein deutscher Politiker (SED). Er war Vorsitzender des Rates des Bezirkes Neubrandenburg.

## Leben
Simkowski entstammte einer Arbeiterfamilie. Er besuchte von 1936 bis 1944 die Volksschule in Stettin-Bredow. Anfang 1945 wurde die Familie nach Ueckermünde evakuiert. 1945/46 war Simowski als Bote beim SPD-Kreisvorstand Ueckermünde, von 1946 bis 1948 als Telefonist in der SED-Kreisleitung Ueckermünde tätig. Zwischen 1948 und 1950 absolvierte er eine Lehre zum Gärtner im Kinderheim Vogelsang und war dort 1950/1951 als Gärtnergehilfe tätig. Nach einem Fernstudium an der Fachschule für Landwirtschaft in Tollenseheim qualifizierte er sich 1960 zum staatlich geprüften Landwirt. 
1952 trat Simkowski der SED bei. Er besuchte die Kreisparteischule und war anschließend bis 1953 Assistent an der Kreisparteischule der SED in Ueckermünde. 1953/54 war er als Parteierzieher an der Kreisparteischule Mirow, von 1954 bis 1956 als Schulleiter an der Kreisparteischule Waren (Müritz) tätig. Von 1956 bis 1958 war er Leiter der Abteilung Agitation und Propaganda, von 1958 bis 1960 Sekretär im MTS-Bereich Krümmel (Lärz). Von 1960 bis 1968 war er Sekretär für Agitation und Propaganda der SED-Kreisleitung Neustrelitz. Zwischen 1968 und 1971 absolvierte er ein Studium an der Parteihochschule der KPdSU in Moskau, das er als Diplom-Gesellschaftswissenschaftler abschloss. Von August 1971 bis Oktober 1977 fungierte er als 1. Sekretär der SED-Kreisleitung Altentreptow. Von November 1977 bis Ende 1990 war er schließlich Vorsitzender des Rates des Bezirks Neubrandenburg und Mitglied des Sekretariats der dortigen SED-Bezirksleitung. Von Oktober 1976 bis Ende 1989 war er zudem Abgeordneter des Bezirkstages Neubrandenburg. Anschließend erhielt er Altersübergangsgeld; seit 1994 war Simkowski Rentner.

## Schriften
- Leistungsvergleiche, planmäßig, langfristig, differenziert. Staatsverlag der DDR, Berlin 1980.
- Für ein produktives und schönes Dorf. Staatsverlag der DDR, Berlin 1987.

## Auszeichnungen
- Vaterländischer Verdienstorden in Bronze (1974)[1] und in Gold (1981)[2]
- Artur-Becker-Medaille in Gold (1977)[3]